# Breaker High
Breaker High är en kanadensisk TV-serie från 1990-talet och utspelar sig mestadels ombord på en båt. Serien sändes ursprungligen i YTV och på Fox Kids 15 september 1997-30 mars 1998.

## Lista över avsnitt
1. "Sun Ahso Rises"
2. "Pranks for the Memories"
3. "Mayhem on the Orient Distress"
4. "Don't Get Curried Away"
5. "Kenya Dig It?"
6. "Tomb with a View"
7. "Radio Daze"
8. "Beware of Geeks Baring Their Gifts"
9. "Belly of the Beast"
10. "Rooming Violations"
11. "Chateau L'Feet J'mae"
12. "Out with the Old, In with the Shrew"
13. "Tamira is Another Day"
14. "For Pizza's Sake"
15. "Kissin' Cousins"
16. "The Caber Guy"
17. "When In Rome..."
18. "Silence of the Lamborghini"
19. "All Seeing Bull's Eye"
20. "Squall's Well that Ends well"
21. "That Lip-Synching Feeling"
22. "Yoo Hoo, Mr. Palace Lifeguard"
23. "Two Seans don't Make a Right"
24. "Tamira Has Two Faces"
25. "Swiss You Were Here"
26. "A Funny Thing Happened on the Way to the Post Office"
27. "Some You Win, Some You Luge"
28. "Stowing Pains"
29. "Moon Over Tamira"
30. "He Shoots, He Scores"
31. "Jimmy Behaving Badly"
32. "Regret Me Nots"
33. "New Kids on the Block"
34. "Six Degrees of Humiliation" (Part 1)
35. "Don't Go Breakin' My Art" (Part 2)
36. "Worth Their Waste in Gold"
37. "The Deck's Files"
38. "Rasta La Vista"
39. "Max-He-Can Hat Dance"
40. "Kiss of the Shy-er Woman"
41. "Lord of the Butterflies"
42. "Chile Dog"
43. "Heartbreaker High"
44. "To Kill a MockingNerd"